# Listă de actori americani (R-T)
Aceasta este o listă de actori din Statele Unite ale Americii (R-T):

Cuprins: Început - 0–9 A B C D E F G H I J K L M N O P Q R S T U V W X Y Z

## R
Meinhardt Raabe - Alan Rachins - Josh Radnor - James Rado - Lee Radziwill - Divini Rae - Melba Rae - George Raft - Steve Railsback - Ted Raimi - Luise Rainer - Ella Raines - Puck (The Real World) - Jobyna Ralston - Marjorie Rambeau - Efren Ramirez - Rebecca Ramos - Sara Ramos - Anne Ramsey - Wes Ramsey - Josh Randall - Tony Randall - Theresa Randle - Jane Randolph - John Randolph (actor) - Joyce Randolph - Randy Spelling - Michael Rapaport - Anthony Rapp - Virginia Rappe - David Rasche - Phylicia Rashad - John Ratzenberger - Aldo Ray - Conner Rayburn - Paula Raymond - James Read - Nancy Reagan - Ronald Reagan - James Rebhorn - Billy Redden - Blair Redford - Robert Redford - Lynn Redgrave - Teal Redmann - Alan Reed - Dean Reed - Donna Reed - Nikki Reed - Pamela Reed - Robert Reed - John Reep - Autumn Reeser - Christopher Reeve - Dana Reeve - George Reeves - George Regas - Pedro Regas - Tara Reid - Wallace Reid - Charles Nelson Reilly - John C. Reilly - Rob Reiner - Judge Reinhold - Scott Reiniger - Ann Reinking - Paul Reiser - Lee Remick - Leah Remini - Duncan Renaldo - Pat Renella - Brad Renfro - Patrick Renna - Nina Repeta - Stafford Repp - Hollis Resnik - Tommy Rettig - Paul Reubens - Anne Revere - Ernie Reyes mlajši - Judy Reyes - Burt Reynolds - Debbie Reynolds - Alicia Rhett - Cynthia Rhodes - Erik Rhodes - Madlyn Rhue - Giovanni Ribisi - Marissa Ribisi - Christina Ricci - Florence Rice - Adam Rich - Richard Bull - Ariana Richards - Beah Richards - Brooke Richards - Denise Richards - Michael Richards - Cameron Richardson - Latanya Richardson - Patricia Richardson - Branscombe Richmond - Laura Richmond - Tequan Richmond - Alicia Rickter - Eden Riegel - Peter Riegert - Ron Rifkin - Cathy Rigby - Jack Riley - Molly Ringwald - Rip Taylor - Robbie Rist - Martin Ritt - Jason Ritter - John Ritter - Tex Ritter - Thelma Ritter - Melissa Rivers - Jason Robards - Sam Robards - Tim Robbins - Allene Roberts - Doris Roberts - Emma Roberts - Eric Roberts - Ian Roberts (actor) - Julia Roberts - Lynne Roberts - Pernell Roberts - Roy Roberts - Tanya Roberts - Cliff Robertson - Dale Robertson - Paul Robeson - Bryce Robinson - Matt Robinson - Andrew Robinson - Dar Robinson - Edward G. Robinson - Holly Robinson - Alex Rocco - Lela Rochon - Blossom Rock - Charles Rocket - Sam Rockwell - James Roday - Brande Roderick - Dennis Rodman - Al Rodrigo - Adam Rodriguez - Freddy Rodriguez - Daniel Roebuck - Charles »Buddy« Rogers - Ginger Rogers - Jean Rogers - Kasey Rogers - Kenny Rogers - Michele Rogers - Mimi Rogers - Roy Rogers - Elisabeth Röhm - Rohn Thomas - Clayton Rohner - Gilbert Roland - Mark Rolston - Ruth Roman - Christy Carlson Romano - Ray Romano - Robert Romanus - Rebecca Romijn - Michael Rooker - Mickey Rooney - Stephen Root - Henry Roquemore - Michael Rosenbaum - Alan Rosenberg - Scott Rosenberg - Maxie Rosenbloom - Mackenzie Rosman - Chelcie Ross - Diana Ross - Gaylen Ross - Katharine Ross - Marion Ross - Leo Rossi - Rick Rossovich - Emmy Rossum - Cynthia Rothrock - Mickey Rourke - Brandon Routh - Eden Routledge - Jean Rouverol - Jennifer Rovero - Misty Rowe - Gena Rowlands - Jennifer Rubin - Daphne Rubin-Vega - Alan Ruck - Paul Rudd - Maya Rudolph - Sara Rue - Mercedes Ruehl - Aaron Ruell - Mark Ruffalo - Charles Ruggles - Barbara Rush - Robert Rusler - Gail Russell - Harold Russell - Jane Russell - John Russell (actor) - Keri Russell - Kurt Russell - Rosalind Russell - Theresa Russell - Rene Russo - Blanchard Ryan - Irene Ryan - Jeri Ryan - Meg Ryan - Robert Ryan - Winona Ryder - Mark Rylance - 

## S
Daryl Sabara - Sabu Dastagir - Robert Sacchi - Katee Sackhoff - William Sadler - Katey Sagal - Bob Saget - Ken Sagoes - Susan Saint James - Jill St. John - Eva Marie Saint - Meredith Salenger - Matt Salinger - Benjamin Salisbury - Jeffrey D. Sams - Laura San Giacomo - Olga San Juan - Stacy Sanches - Kiele Sanchez - Marco Sanchez - Shauna Sand Lamas - Erin Sanders - Richard Sanders - Summer Sanders - William Sanderson - Tommy Sands - Jake Sandvig - Steve Sandvoss - Sandy Allen - Gary Sandy - Isabel Sanford - Christina Santiago - Saundra Santiago - Tessie Santiago - Joseph Santley - Reni Santoni - Joe Santos - Bob Sapp - Mia Sara - Sarah Clarke - Cristina Saralegui - Chris Sarandon - Susan Sarandon - Ursula Sarcev - Dick Sargent - Sam Sarpong - Tura Satana - Ann Savage - Ben Savage - Fred Savage - John Savage (actor) - Randy Savage - Telly Savalas - Doug Savant - Josh Saviano - Tom Savini - Ivy Sawyer - John Saxon (actor) - Rolf Saxon - Jack Scalia - Diana Scarwid - Wendy Schaal - Johnathon Schaech - Rebecca Schaeffer - Natalie Schafer - Anne Schedeen - Roy Scheider - Richard Schiff - Kevin Schmidt - John Schneider (actor) - Michael Schoeffling - Suzi Schott - Bitty Schram - Liev Schreiber - Rick Schroder - John Schuck - Dwight Schultz - Paul Schulze - Ivyann Schwann - Jason Schwartzman - David Schwimmer - Tracy Scoggins - Peter Scolari - Adam Scott (actor) - Ashley Scott - Campbell Scott - Debralee Scott - Eric Scott - George C. Scott - Judson Scott - Kathryn Leigh Scott - Lizabeth Scott - Martha Scott - Randolph Scott - Rebecca Scott - Rodney Scott - Seann William Scott - Tom Everett Scott - Alexander Scourby - Angus Scrimm - Steven Seagal - Howie Seago - Jean Seberg - Kyle Secor - Amy Sedaris - Sam Seder - Kyra Sedgwick - George Segal - Pamela Segall - Evan Seinfeld - Jerry Seinfeld - David Selby - Selena - Janie Sell - Connie Sellecca - Tom Selleck - Joe Seneca - Ivan Sergei - Josh Server - Seth Peterson - Matthew Settle - Joan Severance - Chloë Sevigny - Amanda Seyfried - Ted Shackelford - Glenn Shadix - Sarah Shahi - Christi Shake - Tony Shalhoub - Shannon McGinnis - Colleen Shannon - Molly Shannon - Ray Sharkey - Michael Sharrett - Lindsey Shaw - Scott Shaw - Alia Shawkat - Wallace Shawn - Mildred Shay - Rhonda Shear - Athole Shearer - Harry Shearer - Ally Sheedy - Charlie Sheen - Jacqueline Sheen - Martin Sheen - Craig Sheffer - Johnny Sheffield - Tamie Sheffield - Marley Shelton - Parry Shen - Paul Shenar - Sam Shepard - Cybill Shepherd - Neferteri Shepherd - Ann Sheridan - Jamey Sheridan - Leisa Sheridan - Nicolette Sheridan - Sherry Alberoni - Brad Sherwood - Brooke Shields - Francis Xavier Shields - James Shigeta - Armin Shimerman - Jenny Shimizu - Sab Shimono - Nell Shipman - John Wesley Shipp - Talia Shire - Shirley Stoler - Dawn Evelyn Paris - Anne Shoemaker - Dan Shor - Dinah Shore - Pauly Shore - Grant Show - Michael Showalter - Kathy Shower - Sonny Shroyer - Andrew Shue - Elisabeth Shue - Sylvia Sidney - Christopher Sieber - Jim Siedow - Casey Siemaszko - Nina Siemaszko - Sigrid Gurie - James Sikking - Douglas Sills - Milton Sills - Trinidad Silva - Ron Silver - Jay Silverheels - Jonathan Silverman - Laura Silverman - Phil Silvers - Alicia Silverstone - Henry Simmons - J. K. Simmons - Zoe Kelli Simon - Ashlee Simpson - Jessica Simpson - Suzi Simpson - Molly Sims - Frank Sinatra - Tina Sinatra - Penny Singleton - Gary Sinise - Jeremy Sisto - Tom Sizemore - Tom Skerritt - Azura Skye - Ione Skye - Christian Slater - Helen Slater - Danny Slavin - Matt Sloan - Tiffany Sloan - Tina Sloan - Everett Sloane - Craig Slocum - Joey Slotnick - Amy Smart - Jean Smart - Anna Deavere Smith - Anna Nicole Smith - Buffalo Bob Smith - Charles Martin Smith - Gregory Smith - Hal Smith (actor) - Jaclyn Smith - Kent Smith - Kerr Smith - Kim Smith - Kurtwood Smith - Lane Smith - Martha Smith - Natalie Smith - Paul L. Smith - Sarah & Emma Smith - Shawnee Smith - Yeardley Smith - Jan Smithers - Jimmy Smits - Stephen Snedden - Wesley Snipes - Carrie Snodgress - Brittany Snow - Norman Snow - Alana Soares - Leelee Sobieski - Sonja Sohn - Marla Sokoloff - Ian Somerhalder - Suzanne Somers - Sommore - Gale Sondergaard - Brenda Song - Michael Sopkiw - Kevin Sorbo - Aaron Sorkin - Mira Sorvino - Paul Sorvino - Shannyn Sossamon - Ann Sothern - Talisa Soto - David Soul - Sissy Spacek - Kevin Spacey - David Spade - James Spader - Laurette Spang-McCook - Jean Spangler - Martin Spanjers - Hal Sparks - Jeff Speakman - Britney Spears - Jamie Lynn Spears - Lester Speight - Dona Speir - Tori Spelling - Laura Spellman - George Spelvin - John Spencer (actor) - Kimberly Spicer - Brent Spiner - G. D. Spradlin - Shannon Spruill - Heather Spytek - Cathy St. George - Marco St. John - Mathew St. Patrick - Kelly Stables - Robert Stack - Timothy Stack - Grace Stafford - Michelle Stafford - Nick Stahl - Frank Stallone - Sylvester Stallone - John Stamos - Lionel Stander - Aaron Stanford - Arnold Stang - Kim Stanley - Harry Dean Stanton - Barbara Stanwyck - Jean Stapleton - Maureen Stapleton - Koo Stark - Charles Starrett - Jack Starrett - Mary Steenburgen - Burr Steers - Gwen Stefani - Bobby Steggert - Rod Steiger - Ben Stein - Pamela Stein - Cynthia Stevenson - John Stephenson (actor) - Ford Sterling - Jan Sterling - Daniel Stern (actor) - Frances Sternhagen - Steve Bond - Connie Stevens - Craig Stevens - David Stevens - Inger Stevens - Julie Stevens (actriță) - Mark Stevens (actor) - Onslow Stevens - Pat Stevens - Stella Stevens - McLean Stevenson - Anita Stewart - Boo Boo Stewart - French Stewart - James Stewart (actor) - Kristen Stewart - Liz Stewart - Shannon Stewart (Playmate) - Tonea Stewart - David Ogden Stiers - Julia Stiles - Margo Stilley - Dean Stockwell - John Stockwell (actor) - Suzanne Stokes - Mink Stole - Eric Stoltz - Mark Stolzenberg - Christopher Stone (actor) - Dee Wallace-Stone - Emma Stone - Harold Stone - Jennifer Stone - Milburn Stone - Sharon Stone - Adam Storke - Gale Storm - Michael Storm - Madeleine Stowe - Michael Stoyanov - Beatrice Straight - Julie Strain - Steven Strait - Glenn Strange - Marcia Strassman - Chrishell Stause - Peter Strauss - Meryl Streep - David Strickland - KaDee Strickland - Elaine Stritch - Brenda Strong - Danny Strong - Rider Strong - Don Stroud - Sally Struthers - Bradley Stryker - Stuart Lafferty - Gloria Stuart - Geoff Stults - Tara Subkoff - Alan Sues - Margaret Sullavan - Erik Per Sullivan - Kyle Sullivan - Susan Sullivan - Jamie Summers - Jeremy Sumpter - Susan Blanchard - Todd Susman - Paul Sutera - Victor Sutherland - Kristine Sutherland - Mena Suvari - Mack Swain - Chelse Swain - Dominique Swain - Hilary Swank - Gloria Swanson - Kristy Swanson - Patrick Swayze - Heidi Swedberg - D.B. Sweeney - Joseph Sweeney - Terry Sweeney - Blanche Sweet - Dolph Sweet - Madylin Sweeten - Jodie Sweetin - Inga Swenson - Robert Swenson - Taylor Swift - Kitty Swink - Loretta Swit - Carl Switzer - Wanda Sykes - Harold Sylvester - William Sylvester - Jennifer Syme - Rob Van Dam - 

## T
T. R. Knight - Cat Taber - George Takei - Patricia Tallman - Constance Talmadge - Norma Talmadge - Amber Tamblyn - Russ Tamblyn - Jeffrey Tambor - Lilyan Tashman - Larenz Tate - Sharon Tate - Channing Tatum - Jay Tavare - Serria Tawan - Vic Tayback - Tiny Ron Taylor - Christine Taylor - Courtenay Taylor - Dub Taylor - Elizabeth Taylor - Estelle Taylor - Holland Taylor - Jud Taylor - Lili Taylor - Meshach Taylor - Robert Taylor (actor) - Ron Taylor - Scout Taylor-Compton - Shaun Taylor-Corbett - Leigh Taylor-Young - Maureen Teefy - Blair Tefkin - Shirley Temple - Fay Templeton - Nino Tempo - Renee Tenison - Lee Tergesen - Alice Terry - Terry Kinney - Phillip Terry - Krista Tesreau - Tia Texada - Max Thayer - Rosemary Theby - Justin Theroux - Tiffani Thiessen - Roy Thinnes - Cristy Thom - Danny Thomas - Heather Thomas - Henry Thomas - Jay Thomas - Jonathan Taylor Thomas - Marlo Thomas - Olive Thomas - Richard Thomas (actor) - Robin Thomas - Tim Thomerson - Denman Thompson - Brian Thompson - Fred Dalton Thompson - Lea Thompson - Linda Thompson - Susanna Thompson - Dyanne Thorne - Courtney Thorne-Smith - Billy Bob Thornton - Tiffany Thornton - Alexis Thorpe - Uma Thurman - Gene Tierney - Lawrence Tierney - Maura Tierney - Kevin Tighe - Pam Tillis - Jennifer Tilly - Meg Tilly - Justin Timberlake - Gordon Tipple - Ashley Tisdale - Jennifer Tisdale - Kenneth Tobey - George Tobias - Stephen Tobolowsky - Hallie Todd - John Todd (actor) - Thelma Todd - Tony Todd - James Tolkan - Nicholle Tom - Marisa Tomei - Lily Tomlin - Franchot Tone - Winston Tong - Rip Torn - Gina Torres - Brenna Tosh - Bronwyn Tosh - Audrey Totter - Michelle Trachtenberg - Lee Tracy - Spencer Tracy - Daniel J. Travanti - Greg Travis - Nancy Travis - Stacey Travis - John Travolta - Misti Traya - Sean Treadaway - Robert Trebor - Danny Trejo - Anne Tremko - Claire Trevor - Paula Trickey - Connor Trinneer - Jeanne Tripplehorn - Verne Troyer - Rachel True - Bianca Trump - Jessica Tuck - Forrest Tucker - Jonathan Tucker - Alan Tudyk - Robin Tunney - Florence Turner - Guinevere Turner - Janine Turner - Karri Turner - Kathleen Turner - Lana Turner - Ben Turpin - John Turturro - Nicholas Turturro - Alexandra Tydings - Tyler Neitzel - Buffy Tyler - Judy Tyler - Liv Tyler - Tom Tyler - Michael Tylo - 